# Deutsches Haus (Prag)

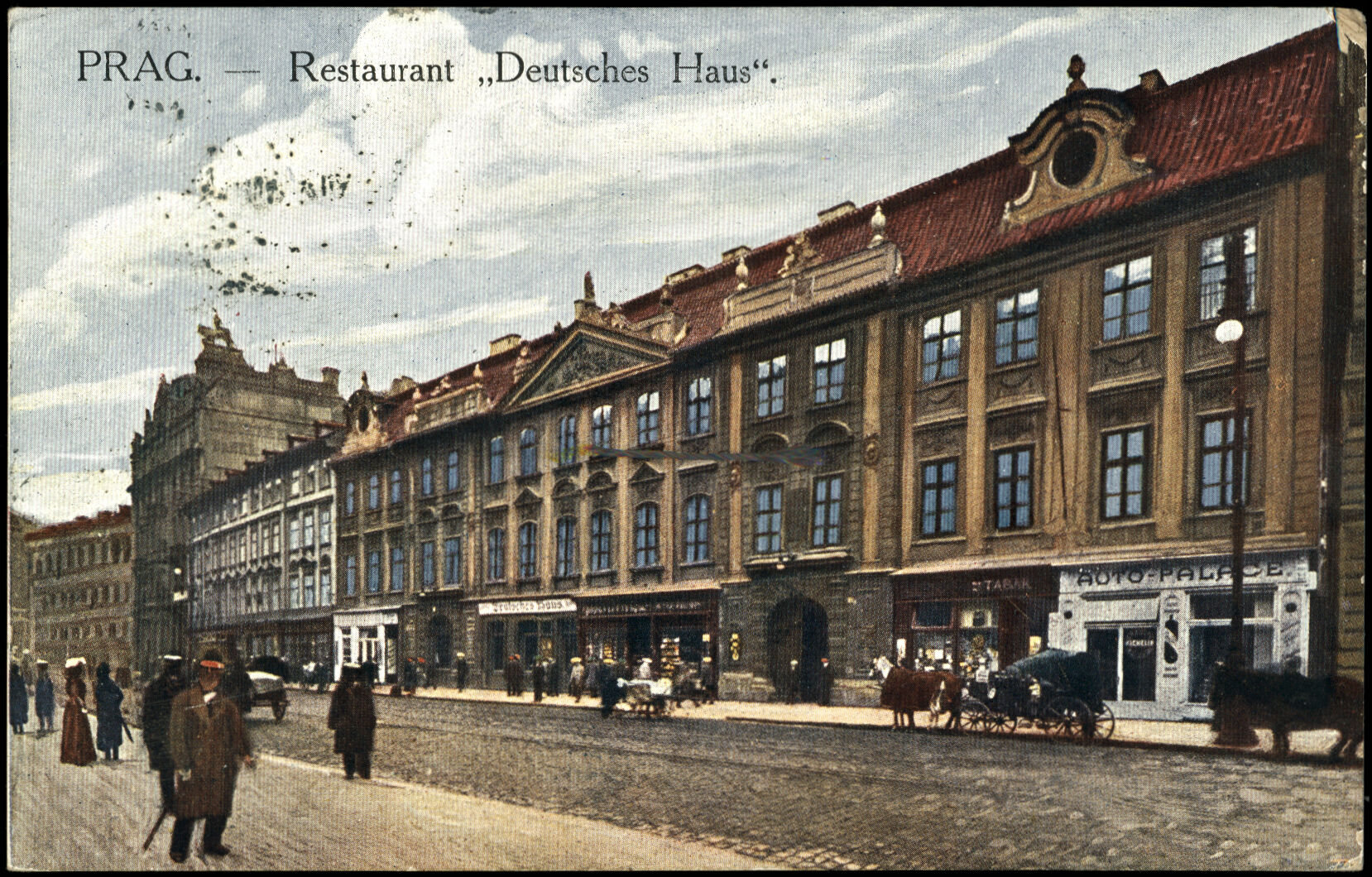
Deutsches Haus (gelaufen 1912)

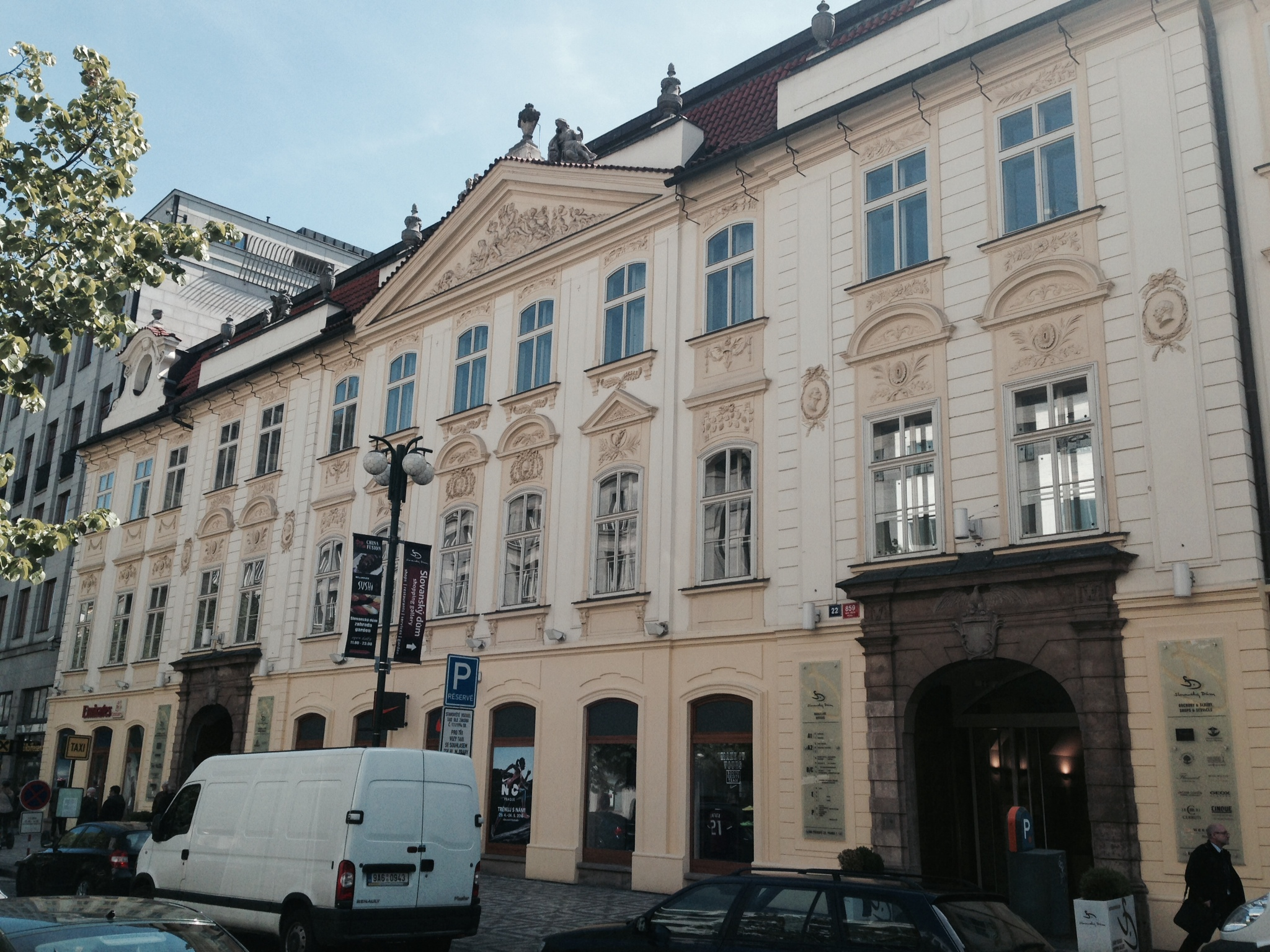
Ehemaliges Deutsches Haus (2015)

Das Deutsche Haus in Prag war der Sitz des gleichnamigen Vereins und von 1875 bis 1945 ein Zentrum des gesellschaftlichen Lebens der deutschsprachigen Bevölkerung der Stadt.
Sein Kauf als Vereinshaus wurde vom 1862 in Prag gegründeten Verein Deutsches Casino (seit 1916 Verein Deutsches Haus) in der Generalversammlung 1867 beschlossen.

## Ankauf des Palais Vernier

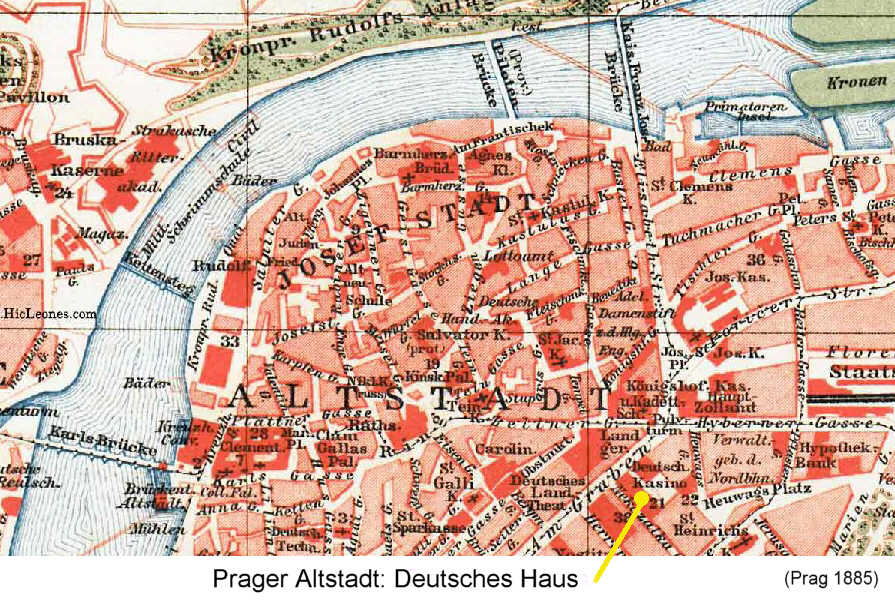
Lage des Gebäudes (gelb markiert) in der Prager Innenstadt

Die Wahl fiel auf ein repräsentatives Gebäude in einer der Hauptstraßen Prags Am Graben (Na příkopě), die im Jahr 1760 auf dem zugeschütteten Wallgraben zwischen Prager Altstadt und Prager Neustadt entstanden ist. Dieses Palais, wurde im Stil des Barock 1695 bis 1700 für Freiherrn Johann Joseph (der Jüngere) Vernier de Rougemont und Orchamp (verstorben 1764), K.k.Kämmerer, auf Medleschitz bei Chrudim, verehelicht 1755 mit Katharina Millesimo erbaut. Das ehemalige Vernier´sche Palais, in Nachbarschaft des Piaristen-Gymnasium, des Palais Sylva-Tarouca (benannt nach den Silva-Tarouca (Adelsgeschlecht)) und des Prager Pulverturms im Jahr 1797 von Franz Heger im Stil des Klassizismus umgebaut, hatte damals noch einen tiefen Garten, streng geschnittene Boskette und farbenprächtige Parterres. Die Anlage zeigt eine Zeichnung aus dem Jahr um 1790. Der in der Mitte des 20. Jahrhunderts noch übrige Teil, ein Wirtsgarten, war eine blasse Erinnerung daran.
Der Verein Deutsches Casino, der einige Jahre lang Mieträume in Wohnhäusern genutzt hatte, wollte den ehemaligen Adelspalast am Graben erwerben.
Nach dem Abschluss aller Verkaufsverhandlungen konnte sich die damalige Hauseigentümerin nicht entschließen, den Kaufvertrag mit dem Verein Deutsches Casino zu unterzeichnen, der durch Anton Kiemann (1836–1922), Rechtsanwalt in Prag, Bruder des Johann Kiemann, Landesadvokat in Prag, gefördert wurde. Der Verein schloss daraufhin mit den Erben einen Vergleich. Darin verpflichteten sich diese, das Haus innerhalb von sechs Monaten nach dem Tod der Eigentümerin gegen Bezahlung des wertgesicherten Verkaufspreises dem Verein zu übergeben. Am 31. Juli 1873 ging das Palais Vernier schließlich in das Eigentum des Vereins über und wurde als Deutsches Haus zu einem gesellschaftlichen Mittelpunkt in Prag.

## Ausbau des Deutschen Hauses
Im Herbst 1873 wurde begonnen, das Gebäude umzugestalten und umzubauen, Gasbeleuchtung zu installieren, 1891 wurde diese durch elektrisches Licht ersetzt und eine Gartenhalle und ein Musikpavillon errichtet. Nach den Plänen des Wiener Architekten Sattler wurde von dem in Prag ansässigen Bauunternehmen Kirpal und Linsbauer ein Flügelbau mit dem Spiegelsaal und dem Säulensaal errichtet, der 1875 fertiggestellt wurde. Die offizielle Eröffnung des Hauses des Verein Deutsches Casino fand am 12. Dezember 1875 statt.
Das Deutsche Haus in Prag am Graben ist damit schon lange gegründet worden, bevor die „Nationalhäuser“ der Tschechen in den Stadtteilen Vinohrady (Národní dům na Vinohradech 1894) und in Smichov (Národní dům na Smíchově 1906) entstanden sind, ganz zu schweigen von dem pompösen Obecní dům (Gemeindehaus) am Pulverturm, das erst im November 1912 eröffnet wurde und die längst bestehende Vorherrschaft der Tschechen in der böhmischen Metropole im Nachhinein definitiv und allseits sichtbar demonstrierte.
Am 25. Oktober 1886 konnte ein an das vereinseigene Grundstück angrenzendes Haus am Heuwaagplatz (nach 1945 Gorki-Platz (Gorkeho namesti), benannt nach dem russischen Schriftsteller Maxim Gorki, heute Teil des Platz der Republik (Prag)) samt Garten angekauft werden. Die beiden Gartenflächen wurden in der Folge zusammengelegt und einheitlich gestaltet. Durch Umbauten wurde 1889 ein Lesesaal geschaffen.
Wegen der als ungenügend empfundenen räumlichen Situation im Deutschen Haus wurde 1895 von Emil von Förster ein Bauplan ausgearbeitet. 1896 erstellte ein Ausschuss des Vereins Deutsches Casino ein Bauprogramm, auf dessen Grundlage ein Architektenwettbewerb über den geplanten Neubau ausgeschrieben wurde. Als Sieger dieses Bewerbs gingen die Architekten Kuder und Müller aus Straßburg hervor. Deren Entwurf wurde gemeinsam mit dem Oberinspektor Deistler und dem Architekten Schwarz bis zum Jahr 1898 überarbeitet. Da dieser aber weder den in Prag geltenden Bauvorschriften noch den Vorstellungen des Vereins entsprach, wurde er ab 1899 im Büro des Hofbaumeisters Alfons Wertmüller in Karolinenthal neuerlich überarbeitet. Wegen der zu erwartenden hohen Kosten beschloss die Vereinsleitung im Jahr 1900, doch keinen Neubau zu errichten, sondern das bestehende Gebäude umzubauen. 1901 wurden der Säulensaal, die Speise- und Spielzimmer renoviert und ein Gesellschaftszimmer errichtet.
1903 konnte ein weiteres, ebenfalls am Heuwaagplatz an das Vereinshaus angrenzendes Haus vom Verein erworben und abgerissen werden. Zwischen Februar und November 1906 wurde an seiner Stelle nach Plänen des Architekten Josef Zasche von Hofbaumeister Alfons Wertmüller ein Neubau errichtet. Ab 1908 erfolgte ein Innenausbau mit Mietwohnungen.
1907 wurden zwei weitere dem Verein gehörende Häuser abgebrochen. Der Verein wollte an deren Stelle ein einstöckiges Torhaus errichten, um auch in einer Nebenstraße über einen Zugang zu verfügen. Dieses Vorhaben wurde von der Stadtverwaltung nicht genehmigt. Daher wurde die Gartenanlage vergrößert und gegen den Heuwaagplatz eine hohe Mauer gebaut.
Etwa ab 1903 begannen die Planungsarbeiten für die Errichtung eines großen Saales. Erste Pläne erstellte Josef Zasche. Konkret wurden diese Planungen 1907 durch einen Beschluss der Vollversammlung. Die Verwaltung der Stadt Prag erhob Einspruch, die in einer Mitteilung des Verwaltungsgerichtshofs vom 13. Mai 1910 sichtbar wurde. Wegen der zu erwartenden langwierigen juristischen Verhandlungen zog der Verein sein Vorhaben zurück. Die Raumaufteilungen blieben wie bisher erhalten. 1913 wurde ein Architektenwettbewerb über die Neuerrichtung des Deutschen Hauses ausgeschrieben, den der Ausbruch des Ersten Weltkriegs (1914–1918) verhinderte. 1916 änderte der Verein Deutsches Casino seinen Namen in Verein Deutsches Haus.

## Nach dem Ersten Weltkrieg
Die Bezeichnung Deutsches Haus durfte nach der Gründung der Tschechoslowakei und dem Ende der Monarchie Österreich-Ungarn nach 1919 nicht mehr amtlich verwendet werden. Die Speisegaststätte wurde als Restaurant 26 bezeichnet nach der Hausnummer 26.
Das Haus nahm als Treffpunkt für über 200 deutsche Vereine eine wichtige Rolle im Leben der deutschsprachigen Bevölkerung in Prag ein. Der Spiegelsaal des Hauses wurde regelmäßig zur Bühne für Lesungen berühmter Dichter, wie Rainer Maria Rilke, Franz Werfel, Gerhart Hauptmann oder Franz Kafka.
Im Februar 1933 wurde ein Neubau des Vereinshauses beschlossen. Das Bauvorhaben wurde in zwei Bauabschnitten durchgeführt. Das sogenannte Grabenhaus an der Hauptstraße musste erhalten bleiben, da es seit 1909 unter Denkmalschutz stand. Der erste Spatenstich erfolgte am 9. März 1933. Nach der Fertigstellung des Rohbaus des ersten Bauabschnitts am 1. Juli wurden die Abbrucharbeiten fortgesetzt. Am 17. November 1933 wurde der zweite Bauabschnitt im Rohbau fertiggestellt und am 10. März 1934 eine Gaststätte in Betrieb genommen. Die offizielle Eröffnung erfolgte am 3. Mai 1934.
Der Neubau des Deutschen Hauses umfasste in einem Untergeschoss und vier Stockwerken unter anderem Wohnungen für Personal des Hauses, Wirtschaftsräume, Vereinszimmer, einige Säle – der größte von ihnen bot auf rund 650 Quadratmetern Platz für rund 2.000 Teilnehmer, eine öffentliche Gastwirtschaft, einen Volkskeller sowie Kegelbahnen.
Der große Festsaal wurde von den aus Prag stammenden Malern Kurt Hallegger und Maxim Kopf mit Fresken ausgemalt, die unter dem Motto „Künstler ziehen durch die Stadt“ standen. Der als Ehrenhalle der Sudetendeutschen gedachte Vorraum des Saales wurde mit Büsten berühmter Deutschböhmen und Deutschmährer wie Kilian Ignaz Dientzenhofer, Marie von Ebner-Eschenbach, Joseph von Führich, Franz Josef von Gerstner, Ernst Mach, Gregor Mendel, Franz Metzner, Adalbert Stifter ausgestattet, über deren Verbleib nach dem Zweiten Weltkrieg nichts bekannt ist.

## Nach dem Zweiten Weltkrieg

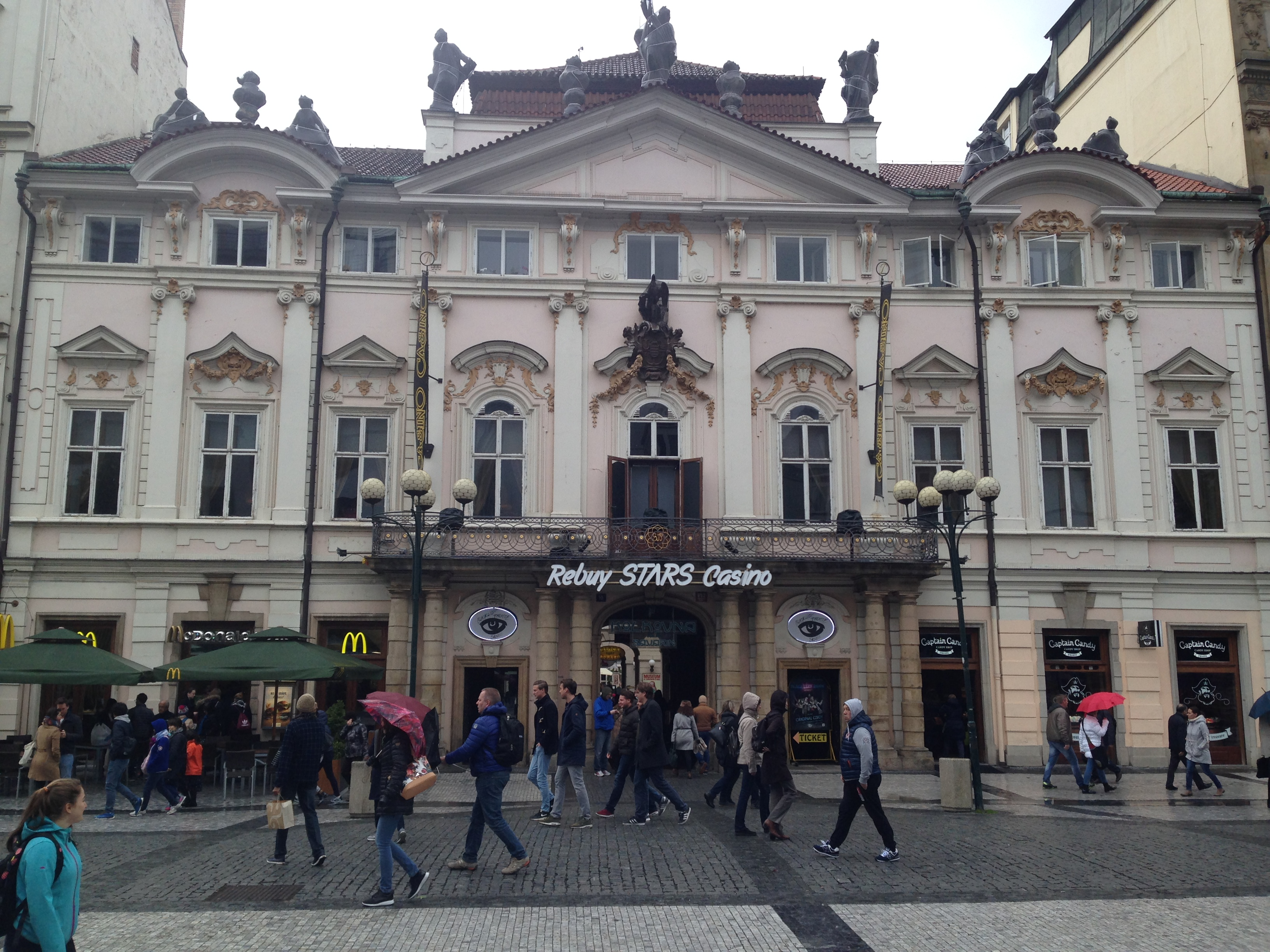
Casino und Fastfood (2017)

Nach der Vertreibung der Deutschen aus der Tschechoslowakei und der deutschsprachigen Bevölkerung der Stadt Prag nach Ende des Zweiten Weltkriegs (1939–1945) erfolgte nach dem Mai 1945 die Umbenennung in Slovanský dům (Slawisches Haus).
Nach der Gründung der Tschechischen Republik wurde der Gebäudekomplex 1997 renoviert und in ein Geschäfts- und Bürozentrum mit Gaststätten und Multiplex-Kino mit 10 Sälen und rund 1.800 Plätzen umgebaut. 2003 erwarb der SachsenFonds, eine Tochtergesellschaft der Landesbank Sachsen für einen Preis von etwa 60 Millionen Euro das Slovanský dům. Der Wiederverkauf des Palais-Ensemble mit einer Gesamtnutzfläche von etwa 21.000 Quadratmetern an die Investmentgruppe Invesco erfolgte für rund 89,7 Millionen Euro.